# Beilerstraat 145-147 (Assen)
Het pand Beilerstraat 145-147 in de Nederlandse stad Assen is een monumentaal dubbel herenhuis.

## Beschrijving
Het dubbele herenhuis aan de Beilerstraat maakt deel uit van een ensemble van drie dubbele herenhuizen met zicht op het Asserbos. Het werd in 1906 gebouwd, in overgangsstijl met art-nouveau-elementen, naar een ontwerp van de Groninger architect Piebe Belgraver (1854-1916).
Het gebouw bestaat uit twee woonlagen en is opgetrokken op een rechthoekige plattegrond in geel-oranje verblendsteen.
De voorgevel bestaat uit twee identieke delen. In de gevel zijn staande vensters geplaatst met een getoogd bovenlicht en voorzien van een verticale roedenverdeling. De gemetselde segmentbogen boven de vensters hebben een hardstenen aanzetsteen. Op de verdieping is het rechtervenster geplaatst in een terugliggend spaarveld. De openslaande deuren komen uit op een balkon met balustrade.
De entrees zijn links in de beide geveldelen geplaatst. Boven de paneeldeur is ook weer een getoogd bovenlicht met roedenverdeling aangebracht. Het huis heeft een afgeknot schilddak, gedekt met een gesmoorde muldenpan. Bij nummer 145 is nog het smeedijzeren hekwerk uit de bouwtijd van het huis aanwezig.

### Waardering
Het pand wordt beschermd als provinciaal monument, onder meer vanwege de "cultuurhistorische waarde als bijzondere uitdrukking van de huisvesting van de stedelijke burgerij in Drenthe", "vanwege de ensemblewaarde van het dubbele herenhuis met bijbehorende hekwerk met de naastgelegen dubbele herenhuizen Beilerstraat 149-151 en Beilerstraat 153-155" en "vanwege de waarde van het dubbele herenhuis in relatie tot de hoge mate van gaafheid van de stedenbouwkundige context en het bebouwingsbeeld van de straatwand tegenover het Asserbos".